# 仁义镇 (桂阳县)
仁义镇为湖南省桂阳县所辖镇。2012年4月，与银河乡成建制合并新设仁义镇。仁义镇辖21个行政村、2个社区，总面积190.33平方公里，总人口3.50万人，镇政府驻仁义圩（原仁义镇驻地）。

## 行政区域
- 仁义镇2012年4月与银河乡合并前行政区划代码431021102，政府驻仁义圩；下辖（2011年末）仁义村、王泗村、大坊村、刘方村、桐岗村、白云村、梧桐村、圳头村、田心村、下湾村、大湖村、阴山村、莲花村、山河村、下元村共计15行政村。2012年4月与银河乡合并前，梧桐村成建制划至新设的龙潭街道。
- 2012年4月并入的银河乡原行政区划代码431021211；银河乡（2011年末）下辖大何村、花元村、三都村、塘池村、长江村、乌市村、育才村共计7行政村。